# Jeremy Belknap
Jeremy Belknap (Boston, Massachusetts, 4 de junio de 1744-Boston, Massachusetts, 20 de junio de 1798) fue un clérigo e historiador estadounidense. Su gran logro fue escribir la Historia de Nuevo Hampshire, publicada en tres volúmenes entre 1784 y 1792. Este es el primer libro escrito por un norteamericano que utiliza técnicas de historiografía moderna.

## Biografía
Belknap nació en Boston, hijo de un curtidor. Su tío fue Mather Byles, un líder intelectual en Nueva Inglaterra. Belknap fue bautizado por el historiador Thomas Prince, otro líder del siglo XVIII de Nueva Inglaterra. Fue educado en el Boston Latin School y en el Harvard College, donde se graduó en 1762. Dos años después, se mudó a Portsmouth (Nuevo Hampshire) donde comenzó a estudiar teología con Samuel Haven. En 1767 empezó su clericía en Dover, donde pasaría veinte años en la Iglesia congregacional. Ese mismo año se casó y compró una casa.
Después de la batalla de Lexington, algunos miembros de la milicia fueron requeridos para ayudar en el asedio de Boston. Belknap los acompañó y fue su capellán durante el siguiente invierno.

## Historia de Nuevo Hampshire
Además de atender a su gran congregación, Belknap sirvió como secretario de los ministros de la convención de Nuevo Hampshire desde 1769 a 1787. Esta posición requería viajar a través del estado, y él aprovechó para ir sacando notas sobre su historia, la cual empezó a escribir en 1772. En 1784 publicó su primer volumen de Historia de Nuevo Hampshire, que finalizó en 1792. Su trabajo no fue exitoso al principio pero, después de su muerte, su reputación fue gradualmente en aumento, especialmente desde que el historiador francés Alexis de Tocqueville dijera de él que era el mejor historiador nativo de América.
Su Historia supuso un nuevo acercamiento a este campo. Además de narrar eventos, añadió dos innovaciones: separó hechos de anáisis y opiniones, y aportó referencias de las fuentes donde conseguía la información.